# إبراهيم الخطيب
إبراهيم أحمد إبراهيم الخطيب (1938 - 5 فبراير 2011)، هو شاعر وطبيب فلسطيني - أردني.

## سيرته
وُلد إبراهيم أحمد إبراهيم الخطيب في قرية قومية بقضاء بيسان أيام الانتداب البريطاني على فلسطين ونشأ بها. أنهى دراسته الثانوية في الأردن، ثم حصل على شهادة البكالوريوس في الطب من كلية الطب بجامعة دمشق سنة 1973، ثم حصل على شهادة الاختصاص الأميركية في أمراض النساء سنة 1981. عمل في السعودية لمدة تسع أو سبع سنوات ثم انتقل إلى إربد في الأردن فعمل طبيبًا في أمراض النساء والولادة والعقم في عيادته الخاصة. تعرض لجلطة دماغية مباغتة، أدخلته في غيبوبة لفترة، ورغم استفاقته منها، إلا أنها تركت آثارها في جسده، وبقي حبيس البيت، وحركته المقيدة سنوات، حتى توفي يوم السبت عن عمر ناهز 73 عاماً بعد معاناة مع المرض الذي أقعده لسنوات.

## مهنته الأدبية
برزت موهبته الشعرية خلال دراسته في دمشق، وقد تعرف على عدد كبير من الشعراء والكتاب العرب فيها، وبدأ بالنشر في الصحف والمجلات العربية. كتب للإذاعة والتلفزيون العديد من الأعمال الدرامية. كان عضواً في رابطة الكتاب الأردنيين وانتُخب عضواً في إحدى هيئاتها الإدارية، كما كان عضواً في جمعية الأطباء الشعراء، وعضواً في نقابة الأطباء الأردنية. قد ترجمت بعض أشعاره إلى غير لغة أجنبية. شارك في الكثير من المهرجانات الشعرية المحلية والعربية مثل مهرجان جرش ، ومهرجان المربد الشعري الذي كان يقرأ في افتتاحه. كان فاعلاً في رابطة الكتاب الأردنيين في فرع إربد وفي المقر الرئيسي في عمان، وقد خاض انتخابات رابطة الكتاب، وأصبح عضواً في هيئتها الإدارية، فأصبح أميناً للشؤون الخارجية في الرابطة خلال فترة عضويته الهيئة الإدارية. ونشط أيضًا في اتحاد الكتاب العرب في دمشق، وجمعية الأطباء الشعراء، وفي نقابة الأطباء، وهي مؤسسات وهيئات انتسب إليها.

## جوائزه
- 2002: الجائزة الأولى لأفضل نص مغنّى في مهرجان الأغنية العربية الذي نظمه اتحاد إذاعات الدول العربية ضمن الاحتفالية بإعلان عمّان عاصمة للثقافة العربية عن قصيدته ما بال عينيك.[5]

## مؤلفاته
من دواوينه:
- غَنّ لي غدي، 1984
- قناديل للنهار المُطفَأ، 1985
- عز الدين القسّام، 1986
- حظيرة الرياح، 1987
- ألوذ بالحجر، 1989
- وجهًا لوجه، 1990
- سنابل الأرجوان، 1991
- دم حنظلة، 1992
- ذي قار الأخرى، 1992
- عرضة للحياة، 1996
- أرى قوافي قد أينعت، 2003
- قاب دم وانتظار، 2005